# Публій Семпроній Соф (консул 304 року до н. е.)
Публій Семпроній Соф (лат. Publius Sempronius Sophus; ? — після 296 до н. е.) — політичний, державний та військовий діяч, правник часів Римської республіки, консул 304 року до н. е.

## Життєпис
Походив з плебейського роду Семпроніїв. Син Публія Семпронія. 
У 310 році до н. е. обрано народним трибуном. На цій посаді намагався змусити Аппія Клавдія Цека скласти повноваження цензора після 18 місяців каденції (того вимагав закон) проте марно.
У 304 році до н. е. обрано консулом разом з Публієм Сульпіцієм Саверріоном. Того року тривала війна проти еквів, в якій Соф протягом 50 днів здобув перемогу. За це отримав від сенату право на тріумф.
У 300 році до н. е. відповідно за закону Огульнія увійшов до колегії понтифіків. Того ж року (або на рік пізніше) обрано цензором разом з Публієм Сульпіцієм Саверріоном. На цій посаді провів люстр громадян.
У 296 році до н. е. став претором. На цій посаді організував оборону Риму від коаліції умбрів, галлів, самнітів та етрусків. Того ж року визначив тріумвірів для заснування римських колоній Мінтурна та Сінуеса. Подальша доля невідома.

## Сім'я
- Публій Семпроній Соф, консул 268 року до н. е.

## Правництво
Був свого часу відомим адвокатом, знавцем давньоримського права. З успіхом виступав під час судових засідань. Згадується переважно Секстом Помпонієм. За свої знання, особливо у праві, отримав когномен Соф (від грец. — мудрий).